# 有税処理
有税処理（ゆうぜいしょり、英語：taxable depreciation）とは、企業会計上は費用として処理するが、税務上は損金と認められないため、税務申告上損金の加算項目として処理するものをさす。逆に言えば、税務上認められる損金とそれを上回る企業会計上の費用との差額が有税処理の対象となる。

## 概要
有税処理のうち、一時差異項目については、税効果会計を適用し、繰延税金資産（借方項目）に計上する。
有税処理の同義語に有税償却がある。一方、対義語は、無税処理である。企業会計上の費用が税務上も損金として認められるものは、すべて無税処理（具体的には、企業会計と税務との差異が発生しないため、両者の調整が不要）とみなされる。